# Beach volley ai Giochi della XXVII Olimpiade
Gli incontri di beach volley ai Giochi della XXVII Olimpiade furono disputati a Bondi Beach dal 16 al 26 settembre 2000.

## Podi

### Uomini
| Evento                           | Oro                                      | Argento                                 | Bronzo                          |
| Beach volley maschile (dettagli) | Stati Uniti Dain Blanton Eric Fonoimoana | Brasile Zé Marco de Melo Ricardo Santos | Germania Axel Hager Jörg Ahmann |

### Donne
| Evento                            | Oro                                        | Argento                           | Bronzo                              |
| Beach volley femminile (dettagli) | Australia Natalie Cook Kerri Ann Pottharst | Brasile Adriana Behar Shelda Bede | Brasile Adriana Samuel Sandra Pires |

## Medagliere
| Posizione | Paese       |   |   |   | Totale |
| --------- | ----------- | - | - | - | ------ |
| 1         | Stati Uniti | 1 | 0 | 0 | 1      |
| 1         | Australia   | 1 | 0 | 0 | 1      |
| 3         | Brasile     | 0 | 2 | 1 | 3      |
| 4         | Germania    | 0 | 0 | 1 | 1      |
| Totale    | Totale      | 2 | 2 | 2 | 6      |